# Назаров, Вадим Борисович
Вадим Борисович Назаров (род. 6 ноября 1965, Калининград) — российский редактор и издатель.

## Биография
Окончил факультет журналистики Ленинградского государственного университета.
С начала 1990-х годов возглавлял одно за другим крупнейшие санкт-петербургские издательства «Северо-Запад», «Азбука» и «Амфора». Создатель популярных книжных серий — например, широко известны серия «Fantasy» (переводная фантастика) издательства «Северо-Запад», выходившая в первой половине 1990-х годов, или серия «Азбука-классика» (классические произведения мировой литературы в мягкой обложке).
До основания издательства «Амфора» последовательно сосредотачивался на выпуске художественной литературы фантастических жанров (прежде всего фэнтези). За серию «Русская fantasy» издательства «Азбука» награждён в 1997 году премией «Странник» в номинации «Лучший редактор-составитель».
Выпустил первые книги российских и петербургских прозаиков Павла Крусанова, Елены Хаецкой, Льва Наумова и других.
Автор романа «Круги на воде» (2001).
После банкротства «Амфоры» в 2016 году возглавил новообразованное издательство «Пальмира».
Получил титул «Человек книги-2000» на Московской книжной ярмарке. В 2020 году удостоен Премии Андрея Белого в номинации «За заслуги перед литературой».